# Сура Юнус
Сура Юнус (араб. سورة يونس) — десята сура Корану. Мекканська сура, що містить 109 аятів. Її названо за іменем пророка Йони (Юнуса)
Сура цілковито присвячена ствердженню принципів єдинобожжя та засудженню багатобожжя. Окрім того, вона містить докази посланницької місії, воскресіння мертвих та відплати, відкидаючи будь-які сумніви у цьому. Хронологічно ця сура пов’язана з наступними (11, 12, 13 та 14) сурами мекканського періоду, виголошеними незадовго до хіджри.
Головна ідея сури полягає у тому, що люди не повинні розглядати творіння Аллаха як миттєвий закінчений акт сотворіння матеріальних речей. У чудесний спосіб він відкриває себе людині через посланців та писання; посланців не приймали, писання відкидали; та навіть неприйняття не перешкоджало дії благодаті та милості Аллаха, якщо відбувалося розкаяння, як це відбулося з Юнусом та його народом.

## Короткий зміст
Чудесна дія духу Аллаха на людину через одкровення здається людям магією, та вони можуть знайти знамення та одкровення Аллаха у сонці та місяці, що постійно змінюються і не підпорядковуються законам природи. Через це люди мусять зробити висновки, які сприятимуть стійкості у вірі (1-20).
Усе добре і прекрасне, що бачить людина навколо себе впродовж життя, походить від Аллаха. Та людина, попри все, поводить себе як сліпець, і не хоче нічого зрозуміти (21-40).
Оскільки Аллах створив усі речі та істоти, вони повертаються до нього, і він істинний вічно. Чому ж невдячні люди створюють для себе хибні примари замість того, щоб радіти посланій благій новині? (41-70).
Аллах відкривав себе через Нуха, та народ Нуха відкинув його і був знищений. Він звертався через Мусу до Фірауна, та той лишався впертим і пихатим, а коли все зрозумів було вже запізно (71-92).
Брак віри постійно губить людей. Та народ Юнуса отямився, й Аллах порятував його зі своєї милості. Так Аллах рятує тих, хто вірує. Коли приходить істина від Аллаха, потрібно прямувати за нею й бути стійким, бо Аллах — найсправедливіший суддя (93-109).